# 2. deild karla
De 2. deild karla is de derde voetbalklasse van het voetbalsysteem in IJsland.
De competitie startte in 1966 als 3. deild met twee groepen, variërend van zeven tot tien clubs in elke groep. In 1987 werd besloten om de twee groepen samen te voegen tot één competitie met tien clubs. In 1997 kreeg de competitie een naamsverandering naar 2. deild.
In 2008 voerde de KSÍ een ingrijpende verandering door in de competities van het land. Het aantal clubs in de 2. deild werd verhoogd van tien naar twaalf clubs.

## Opzet
In de 2. deild karla spelen twaalf clubs, die elk twee keer tegen elkaar spelen (thuis/uit) in 22 speelrondes. De kampioen en de runner-up van de competitie promoveren naar de 1. deild karla. De nummers 11 en 12 degraderen naar de 3. deild karla.

## Kampioenen
- 1966      Selfoss - (Selfoss)
- 1967      FH - (Hafnarfjörður)
- 1968      Völsungur - (Húsavík)
- 1969      Ármann - (Reykjavík)
- 1970      Þróttur N. - (Neskaupstaður)
- 1971      Völsungur - (Húsavík)
- 1972      Þróttur N. - (Neskaupstaður)
- 1973      ÍBÍ - (Ísafjörður)
- 1974      Víkingur Ó. - (Ólafsvík)
- 1975      Þór A. - (Akureyri)
- 1976    Reynir S. - (Sandgerði)
- 1977 Fylkir - (Reykjavík)
- 1978 Selfoss - (Selfoss)
- 1979 Völsungur - (Húsavík)
- 1980 Reynir S. - (Sandgerði)
- 1981      Njarðvík - (Njarðvík)
- 1982      Víðir - (Garður)
- 1983      Skallagrímur - (Borgarnes)
- 1984      Fylkir - (Reykjavík)
- 1985      Selfoss - (Selfoss)
- 1986      Leiftur - (Ólafsfjörður)
- 1987      Fylkir - (Reykjavík)
- 1988      Stjarnan - (Garðabær)
- 1989      KS - (Siglufjörður)
- 1990      Þróttur R. - (Reykjavík)
- 1991 Leiftur - (Ólafsfjörður)
- 1992 Tindastóll - (Sauðárkrókur)
- 1993 Selfoss - (Selfoss)
- 1994 Skallagrímur - (Borgarnes)
- 1995 Völsungur - (Húsavík)
- 1996 Dalvík - (Dalvík)
- 1997 HK - (Kópavogur)
- 1998 Víðir - (Garður)
- 1999 Tindastóll - (Sauðárkrókur)
- 2000 Þór A. - (Akureyri)
- 2001 Haukar - (Hafnarfjörður)
- 2002 HK - (Kópavogur)
- 2003 Völsungur - (Húsavík)
- 2004 KS - (Siglufjörður)
- 2005 Leiknir R. - (Reykjavík)
- 2006 Fjarðabyggð - (Fjarðabyggð)
- 2007 Haukar - (Hafnarfjörður)
- 2008 ÍR - (Reykjavík)
- 2009 Grótta - (Seltjarnarnes)
- 2010 Víkingur Ólafsvík - (Ólafsvík)
- 2011 Tindastóll/Hvöt - (Sauðárkrókur/Blönduós)
- 2012 Völsungur - (Húsavík)
- 2013 HK - (Kópavogur)
- 2014 Fjarðabyggð - (Fjarðabyggð)
- 2015 Huginn - (Seyðisfjörður)
- 2016 ÍR - (Reykjavík)
- 2017 UMF Njarðvík
- 2018 UMF Afturelding - (Mosfellsbær)
- 2019 Leiknir F. - (Fáskrúðsfjörður)
- 2020 Kórdrengir - (Reykjavík)
- 2021 Þróttur Vogum
- 2022 UMF Njarðvík
- 2023 Dalvík/Reynir
- 2024 UMF Selfoss